# I liga 2023-2024
La I liga 2023-2024, chiamata per ragioni di sponsor Fortuna 1. Liga, è stata la 76ª edizione del secondo livello del campionato polacco di calcio, la sedicesima sotto il nome di I liga. La stagione regolare è iniziata il 21 luglio 2023 e si è conclusa il 26 maggio 2024.

## Stagione

### Novità
Al termine della I liga 2022-2023 il ŁKS, il Ruch Chorzow e il Puszcza Niepolomice sono stati promossi in Ekstraklasa. 
Dalla Ekstraklasa 2022-2023 sono retrocesse il Wisła Płock, il Lechia Danzica e il Miedź Legnica. Dalla II liga 2022-2023 sono stati promossi il Polonia Varsavia, il Znicz Pruszkow e il Motor Lublin.

### Formula
Le 18 squadre partecipanti si affrontano due volte in un girone di andata e uno di ritorno per un totale di 34 giornate, alle quali si aggiungono le gare dei Play-Off, come nelle precedenti edizioni. I Play-Off prevedono semifinali e finali giocati in gara unica in casa della squadra meglio qualificata. 

## Squadre partecipanti
| Club                       | Città         | Stadio                           | Posizione 2022-2023        |
| -------------------------- | ------------- | -------------------------------- | -------------------------- |
| Arka Gdynia                | Gdynia        | Stadion Miejski                  | 8º posto                   |
| Chrobry Głogów             | Głogów        | Chrobrego w Głogowie             | 9º posto                   |
| GKS Katowice               | Katowice      | Stadion GKS Katowice             | 10º posto                  |
| GKS Tychy                  | Tychy         | Stadion Miejski                  | 13º posto                  |
| Gornik Leczna              | Łęczna        | Stadion Górnika Łęczna           | 12º posto                  |
| Lechia Danzica             | Danzica       | PGE Arena Gdańsk                 | 17º posto (in Ekstraklasa) |
| Miedz Leginca              | Legnica       | Stadion Miejski                  | 18º posto (in Ekstraklasa) |
| Motor Lublin               | Lublino       | Lublin Arena                     | 6º posto (in II liga)      |
| Nieciecza                  | Nieciecza     | Stadion Bruk-Bet                 | 3º posto                   |
| Odra Opole                 | Opole         | Stadion "Odra"                   | 15º posto                  |
| Podbeskidzie Bielsko-Biała | Bielsko-Biała | Stadion Miejski                  | 7º posto                   |
| Polonia Varsavia           | Varsavia      | Stadion Polonii Warszawa         | 1º posto (in II liga)      |
| Resovia Rzeszów            | Rzeszów       | Stadion Resovii                  | 14º posto                  |
| Stal Rzeszów               | Rzeszów       | Stadion Miejski w Rzeszowie      | 6º posto                   |
| Wisla Cracovia             | Cracovia      | Stadio municipale                | 4º posto                   |
| Wisla Plock                | Płock         | Stadion im. Kazimierza Górskiego | 16º posto (in Ekstraklasa) |
| Zagłębie Sosnowiec         | Sosnowiec     | Stadion Ludowy                   | 11º posto                  |
| Znicz Pruszków             | Pruszków      | Stadion Znicza Pruszków          | 2º posto (in II liga)      |

## Classifica
|  | Pos. | Squadra            | Pt | G  | V  | N  | P  | GF | GS | DR  |
|  | ---- | ------------------ | -- | -- | -- | -- | -- | -- | -- | --- |
|  | 1.   | Lechia Danzica     | 68 | 34 | 21 | 5  | 8  | 60 | 34 | +26 |
|  | 2.   | GKS Katowice       | 62 | 34 | 18 | 8  | 8  | 68 | 35 | +33 |
|  | 3.   | Arka Gdynia        | 62 | 34 | 18 | 8  | 8  | 52 | 34 | +18 |
|  | 4.   | Motor Lublino      | 56 | 34 | 16 | 8  | 10 | 49 | 42 | +7  |
|  | 5.   | Górnik Łęczna      | 55 | 34 | 14 | 13 | 7  | 35 | 29 | +6  |
|  | 6.   | Odra Opole         | 53 | 34 | 15 | 8  | 11 | 42 | 32 | +10 |
|  | 7.   | Wisła Płock        | 51 | 34 | 14 | 9  | 11 | 46 | 46 | 0   |
|  | 8.   | Miedź Legnica      | 51 | 34 | 13 | 12 | 9  | 52 | 36 | +16 |
|  | 9.   | GKS Tychy          | 51 | 34 | 16 | 3  | 15 | 43 | 47 | -4  |
|  | 10.  | Wisła Cracovia     | 50 | 34 | 13 | 11 | 10 | 62 | 50 | +12 |
|  | 11.  | Stal Rzeszów       | 48 | 34 | 14 | 6  | 14 | 53 | 60 | -7  |
|  | 12.  | Chrobry Głogów     | 42 | 34 | 11 | 9  | 14 | 35 | 49 | -14 |
|  | 13.  | Znicz Pruszków     | 42 | 34 | 12 | 6  | 16 | 34 | 44 | -10 |
|  | 14.  | Nieciecza          | 41 | 34 | 10 | 11 | 13 | 56 | 52 | +4  |
|  | 15.  | Polonia Varsavia   | 35 | 34 | 8  | 11 | 15 | 41 | 50 | -9  |
|  | 16.  | Resovia Rzeszów    | 34 | 34 | 9  | 7  | 18 | 39 | 60 | -21 |
|  | 17.  | Podbeskidzie       | 23 | 34 | 4  | 11 | 19 | 26 | 59 | -33 |
|  | 18.  | Zagłębie Sosnowiec | 16 | 34 | 2  | 10 | 22 | 21 | 55 | -34 |

Legenda:

      Promosse in Ekstraklasa 2024-2025

  Ammesse ai play-off.

      Ammessa alla UEFA Europa League 2024-2025.

      Retrocesse in II liga 2024-2025

Tre punti a vittoria, uno a pareggio, zero a sconfitta.
La classifica viene stilata secondo i seguenti criteri:
- Punti conquistati
- Punti conquistati negli scontri diretti
- Differenza reti negli scontri diretti
- Reti realizzate negli scontri diretti
- Goal fuori casa negli scontri diretti (solo tra due squadre)
- Differenza reti generale
- Reti totali realizzate
- Fair-play ranking

## Spareggi

### Play-off
Le semifinali si disputeranno il 30 maggio 2024, mentre la finale il 2 giugno 2024.

#### Tabellone
|  | Semifinali          | Semifinali          | Semifinali    |               |             | Finale      | Finale | Finale |  |
|  |                     |                     |               |               |             |             |        |        |  |
|  | Arka Gdynia         | Arka Gdynia         | 4             |               |             |             |        |        |  |
|  | Arka Gdynia         | Arka Gdynia         | 4             |               |             |             |        |        |  |
|  | Odra Opole          | Odra Opole          | 2             |               |             |             |        |        |  |
|  | Odra Opole          | Odra Opole          | 2             |               | Arka Gdynia | Arka Gdynia | 1      |        |  |
|  |                     |                     |               |               | Arka Gdynia | Arka Gdynia | 1      |        |  |
|  |                     |                     | Motor Lublino | Motor Lublino | 2           |             |        |        |  |
|  | Motor Lublino (dtr) | Motor Lublino (dtr) | Motor Lublino | Motor Lublino | 2           | 0 (4)       |        |        |  |
|  | Motor Lublino (dtr) | Motor Lublino (dtr) |               |               |             |             |        |        |  |
|  | Górnik Łęczna       | Górnik Łęczna       | 0 (2)         |               |             |             |        |        |  |

## Statistiche

### Classifica marcatori
| Gol |  |  | Giocatore       | Squadra                    |
| --- |  |  | --------------- | -------------------------- |
| 21  |  |  | Karol Czubak    | Arka Gdynia                |
| 20  |  |  | Luis Fernández  | Wisla Cracovia             |
| 16  |  |  | Joan Román      | Podbeskidzie Bielsko-Biala |
| 16  |  |  | Kamil Bilinski  | Podbeskidzie Bielsko-Biala |
| 16  |  |  | Pirulo          | LKS Lodz                   |
| 14  |  |  | Daniel Szczepan | Ruch Chorzow               |
| 10  |  |  | Damian Michalik | Stal Rzeszów               |
| 10  |  |  | Marek Mróz      | Resovia Rzeszów            |